# Augustaion

Pianta del centro di Costantinopoli, con l'Augustaion tra la basilica di Hagia Sophia e il Gran Palazzo

L'Augustaion (in greco antico: Αὐγουσταῖον?) era uno spazio chiuso di Costantinopoli, compreso tra la basilica di Santa Sofia e il Gran Palazzo.

## Storia dell'Augustaion
L'Augustaion fu progettato dall'imperatore Costantino I sul luogo dell'antica agorà della città, noto come Tetrastoon: qui si trovava una statua della madre dell'imperatore, Elena, collocata su di una colonna. Sul lato orientale dell'Augustaion si trovava il Senato di Costantinopoli, la Magnaura, costruito da Costantino o da suo nipote Giuliano.
L'Augustaion si trovava nella parte orientale di Costantinopoli, che nel primo periodo bizantino costituiva il centro amministrativo, religioso e cerimoniale della città. La piazza era uno spazio aperto rettangolare, racchiuso all'interno di un portico colonnato (peristyla in latino), probabilmente aggiunto per la prima volta nella ricostruzione del 459 e restaurato da Giustiniano Ia seguito della Rivolta di Nika del 532. Le sue dimensioni esatte sono oggi impossibili da determinare.

## Descrizione
Chiuso su tutti i lati, nell'Augustaion si entrava dal suo lato occidentale e meridionale, rispettivamente attraverso le porte Melete e Pinsos, dalla via Mese, l'arteria principale della città. Direttamente fuori dalla piazza si trovava il Milion, la pietra miliare da cui venivano misurate tutte le distanze nell'Impero. A nord, l'Augustaion era delimitato dalla cattedrale di Santa Sofia e dal palazzo patriarcale (Patriarcheion), a est da una delle due case del Senato della città, costruita da Costantino o Giuliano e ricostruita da Giustiniano con un portico di sei grandi colonne che ne adornava la facciata. Accanto al Senato, all'angolo sud-est si trovava la monumentale Porta Chalke, l'ingresso al recinto del palazzo imperiale, mentre a sud-ovest si trovavano le grandi Terme di Zeusippo e l'estremità nord dell'Ippodromo. Nel VII secolo, probabilmente sotto il patriarca Tommaso I una grande basilica a tre navate chiamata Thomaites (Θωμαΐτης) fu eretta sul lato sud-est della piazza. Era una sala di ricevimento associata alla residenza patriarcale, contenente anche la biblioteca del Patriarcato, e sopravvisse fino al XVI secolo

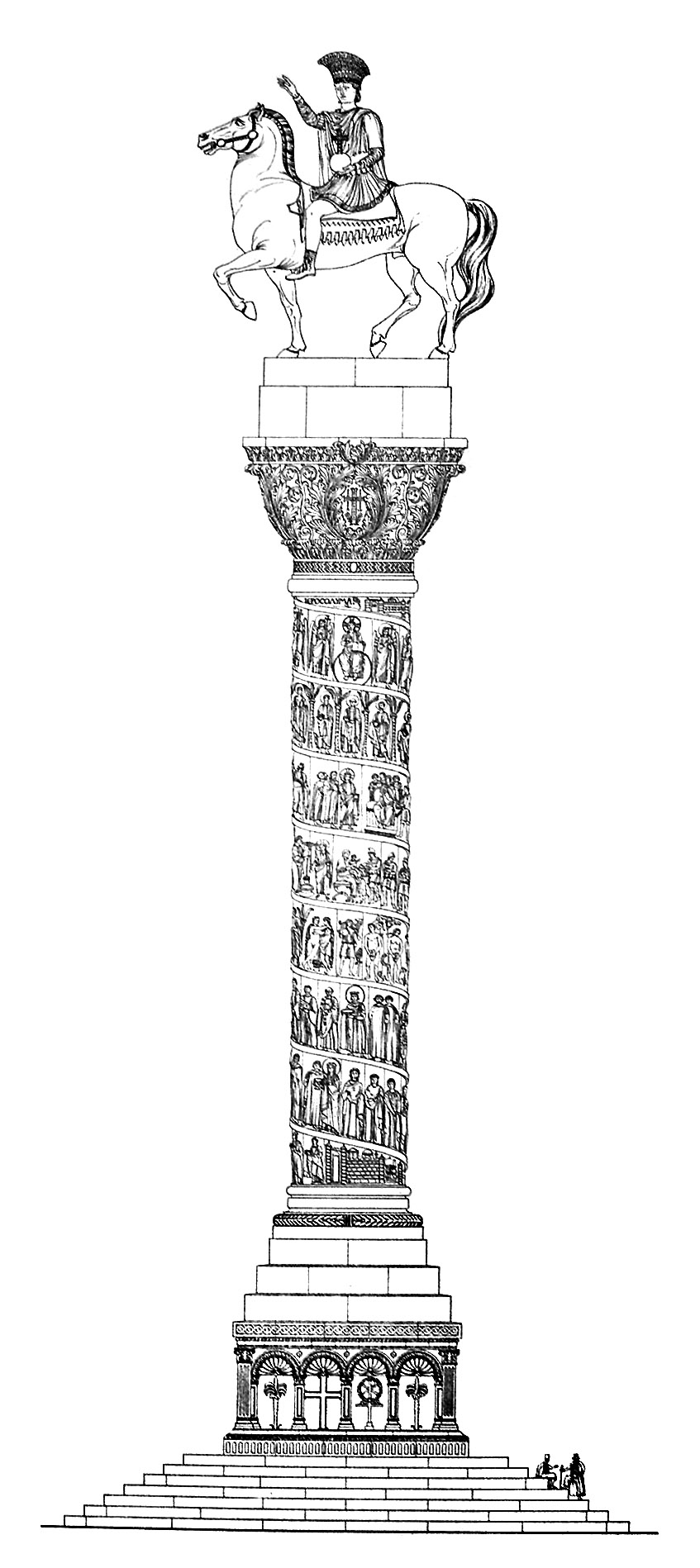
Ricostruzione della colonna di Giustiniano I all'Augustaion di Costantinopoli

La piazza stessa era pavimentata in marmo, come scoperto negli scavi, e presentava un certo numero di statue, a parte la già citata statua dell'Augusta Elena. Nell'opera Parastaseis syntomoi chronikai dell'VIII-IX secolo si ricorda la presenza di una statua di Costantino stesso nell'Augustaion, in piedi su una colonna e affiancata dalle statue dei suoi tre figli, Costantino II, Costante e Costanzo II, a cui furono successivamente aggiunte le statue di Licinio e di Giuliano. Nel regno di Teodosio I, l'insieme fu sostituito da una statua equestre d'argento dell'imperatore, in piedi su una colonna, e nuovamente affiancata a livello del suolo dalle statue dei suoi figli, Arcadio e Onorio. Sulla piazza si trovava anche una statua di bronzo di Elia Eudossia su una colonna. Il rumore e i riti pagani che accompagnarono l'inaugurazione della statua furono criticati dal patriarca Giovanni Crisostomo, provocando l'ira dell'imperatrice e la sua successiva deposizione ed esilio. La base della statua fu scoperta nel 1848 e si trova ora nel giardino di Santa Sofia. 
La piazza ricevette un primo intervento nel 459 e un secondo nel 532 quando il Senato venne distrutto, per essere ricostruito, quello stesso anno, dall'imperatore Giustiniano I. Sempre Giustiniano aggiunse all'Augustaion l'omonima colonna sulla cui sommità era posta una sua statua equestre bronzea, descritta ampiamente da Procopio di Cesarea nella sua opera Edifici (i.2.11-12). Dell'apparato iconografico della piazza in questo periodo faceva parte anche un gruppo statuario raffigurante tre re barbari che offrono tributi, posto di fronte alla colonna di Giustiniano: il complesso dei re barbari e della statua equestre imperiale era estremamente popolare, tanto che venne riprodotto su diversi supporti, come nella raffigurazione dell'imperatore trionfante dell'avorio Barberini. Dopo la ricostruzione di Giustiniano, la caratteristica principale della piazza fu un'alta colonna eretta nel 543 all'estremità occidentale della piazza per commemorare le sue vittorie. Era sormontata da una statua equestre di Giustiniano stesso, riutilizzando parti della statua di Teodosio, ed era completata da un gruppo di tre re barbari che si inginocchiavano davanti ad essa e offrivano tributi. 
A seguito della presa di Costantinopoli, Maometto II fece rimuovere la statua equestre e la fece fondere; la relativa colonna fu distrutta intorno al 1515.